# Amphistomus uncinatus
Amphistomus uncinatus är en skalbaggsart som beskrevs av Renaud Maurice Adrien Paulian 1985. Amphistomus uncinatus ingår i släktet Amphistomus och familjen bladhorningar. Inga underarter finns listade i Catalogue of Life.